# Lipaia
Lipaia – wieś w Rumunii, w okręgu Alba, w gminie Bistra. W 2011 roku liczyła 135 mieszkańców.